# Orthopodomyia comorensis
Orthopodomyia comorensis är en tvåvingeart som beskrevs av Jacques Brunhes 1977. Orthopodomyia comorensis ingår i släktet Orthopodomyia och familjen stickmyggor. Inga underarter finns listade i Catalogue of Life.